# Сюань-цзун (династія Тан, 846-859)
Сюань-цзун (кит.: 宣宗; піньїнь: Xuanzong), особисте ім'я Лі Ї (кит.: 李怡; піньїнь: Li Yi; 27 липня 810 —10 вересня 859) — дев'ятнадцятий імператор династії Тан у 846–859 роках.

## Життєпис
Народився 27 липня 810 року у Чан'ань. Був 13-м сином імператора Сянь-цзуна. При народженні отримав ім'я Лі І. За наступних імператорів не виявляв якоїсь політичної активності. У 821 році імператор Му-цзун надав йому титул князя Гуань. Після хвороби У-цзуна євнухи у 846 році зробили Лі І спадкоємцем трону, маючи намір керувати ним. Лі І тоді ж змінив ім'я на Лі Чен.
Того ж року після смерті імператора У-цзуна Лі Че став новим володарем імперії під ім'ям Сюань-цзун (інколи його називають Сюань-цзун II, хоча це не вірно з огляду на те, що попри однакове вимовляння його імені з іменем попередника, написання доволі різне).
Із самого початку Сюань-цзун вирішив відновити свій вплив на справи у державі. Спочатку він покарав чиновників, яких вважав причетних до смерті свого батька. Згодом, у 847 році відсторонив та відправив у заслання впливового канцлера Лі Дею. Після цього припинив тривалу ворожнечу між родами Ніу та Лі.
У 848 році розпочав війну проти Тибету, скориставшись розбратом у цій державі після смерті імператора Дарми. Війна тривала до 851 року, коли раніше захоплені тибетцями землі було повернуто до складу імперії. Водночас Сюань-цзун пом'якшив імперську політику стосовно тангутів, чим забезпечив спокій країні на західних землях. Водночас була придушено спроба частини тангутських племен повстати в Ордосі. При цьому уклав новий союз із киргизами, що дозволило остаточно позбутися небезпеки вторгнення уйгурів.
Разом з тим запровадив політику заощадливості, зменшення витрат на імператорський двір, членів своєї родини, чиновників. При цьому обережно намагався зменшити вплив євнухів, але без особливого успіху.
З часом більше став заглиблюватися у містицизм, що негативно впливнуло на справи. Почався розбій, знову осміліли річкові пірати. Наприкінці 850-х років уздовж Великого каналу та у нижній течії Янцзи вибухнуло велике повстання на чолі з Ші Фу. Його вдалося придушити з великими пруднощами. У Сичуань почали вдиратися бірманські племена, згодом вони доходили навіть до Кантона.
Погіршення економічної ситуації, повені на Великій рівнині, нашестя сарани, голод спричинили численні повстання. Одне з потужніших очолив Бан Сюань, який з армією у 8 тисяч осіб дійшов до Лояна, але був розбитий урядовими військами. Помер імператор Сюань-цзун 10 вересня 859 року, отруївшись одним з еліксирів безсмертя, що давали йому даоські ченці.